# Theta d'Àries
Theta d'Àries (θ Arietis) és una estrella de la constel·lació d'Àries. És una nana de la seqüència principal blanca del tipus A de la magnitud aparent +5,58. Està aproximadament a 387 anys llum de la Terra.